# Bivacco Money
Bivacco Money (Frans: Bivouac Money) is een onbemande berghut in het Valnontey op een hoogte van 2872 meter. De hut is gelegen in de regio Aostadal in de gemeente Cogne in Italië in de Grajische Alpen. Het ligt op een plateau dicht bij de Glacier du Money. Het biedt plaats aan acht personen en is van ver te herkennen aan zijn gele kleur. De hut is te bereiken vanaf het dorpje Valnontey op 1667 meter hoogte.

## Geschiedenis
De hut is in 1967 neergezet en vaak gerestaureerd. De hut herinnert aan een groep gevallen bergbeklimmers bij de Piz Palü, bij het Berninamassief.

## Beklimmingen
- Punta Patry / Pointe Patri (3581 m)
- Torre del Gran San Pietro / Tour du Grand-Saint-Pierre (3692 m)